# Audiogalaxy
Audiogalaxy war ein Filesharing-Netzwerk, speziell für Audiodateien. Die Betreiber schalteten die Server im Jahre 2002 ab, nachdem sie von der RIAA verklagt wurden.

## Funktionsweise
Audiogalaxy war eine Musiktauschbörse mit einer Webschnittstelle. Nach kostenloser Anmeldung bei diesem Dienst musste jeder Benutzer noch den Audiogalaxy Satellite herunterladen. Dieses kleine (etwa 800 kB große) Programm lief im Hintergrund und sorgte für die Verbindung zum zentralen Server des Netzwerks. Um Musik tauschen zu können, ging der einzelne Benutzer auf die Webseite von Audiogalaxy und benutzte die dortige Suchmaske zur Suche nach Interpreten oder einzelnen Musikstücken. Es wurde daraufhin eine Liste von verfügbaren Titeln passend zum Sucheintrag mitsamt Bitrate angezeigt. Wollte man nun ein bestimmtes Stück herunterladen, klickte man auf ein Icon neben dem fraglichen Stück. Hierauf wurde es in die Schlange gewünschter MP3-Dateien eingereiht. War das Lied dann verfügbar in dem Sinn, dass es online von einem anderen Nutzer angeboten wurde, konnte man im Audiogalaxy Satellite den Fortschritt des automatisch gestarteten Download-Vorgangs verfolgen. Abgebrochene Downloads konnten zu einem späteren Zeitpunkt und auch von anderen Quellen fortgesetzt werden.
Ein wesentliches Feature, welches Audiogalaxy zum damaligen Zeitpunkt einzigartig machte, waren zu jedem Suchergebnis zusätzlich angebotene Links zu weiteren Songs und Künstlern, die von Usern mit demselben Musikinteresse heruntergeladen wurden. Dieses System ermöglichte dem Nutzer, andere eventuell unbekannte Bands zu entdecken und seinen musikalischen Horizont zu erweitern.
Die Struktur von Audiogalaxy mit einem zentralen Server führte dazu, dass die Musikindustrie den Service 2002 verklagen und schließlich zur vorläufigen Schließung zwingen konnte.

## Geschichte von Audiogalaxy
Audiogalaxy wurde vom Programmierer Michael Merhej ungefähr in der Zeit gegründet, als die Musiktauschbörse Napster im Jahr 2001 von der Musikindustrie verklagt wurde und daraufhin ihren Betrieb einstellen musste. Audiogalaxy fand auch unter ehemaligen Napster-Nutzern regen Zuspruch, allerdings kam auch schnell die Befürchtung auf, Audiogalaxy könnte ein ähnliches Ende aufgrund seiner ebenfalls zentralen Server ereilen.
Einnahmen konnte die Firma zuerst durch Werbeeinblendungen auf der Website verbuchen, welche in ihren Hochzeiten bis zu 90 Millionen Seitenaufrufe pro Tag verzeichnete. Als die Einnahmen aus Werbeeinblendungen stark fielen, begann Audiogalaxy damit, mittels Spyware an Geld zu kommen. Dabei hatte der Nutzer aber jederzeit die Möglichkeit, sich zu entscheiden, ob er die Spyware, die zusammen mit der eigentlichen Software als Bundle mitgeliefert wurde, installieren wollte oder nicht.
Im Mai 2001 führte Audiogalaxy so genannte Usergroups (dt. Benutzergruppen) ein, innerhalb derer Benutzer Musik austauschen konnten. Diese Usergroups funktionierten auch noch einige Zeit nach der Blockierung der zentralen Sucheingabe. So tauschten findige Benutzer noch nach der offiziellen Schließung von Audiogalaxy innerhalb der Gruppen MP3-Stücke. Im Moment ist der Musiktausch innerhalb der Usergroups nicht mehr möglich, da der Audiogalaxy Satellite keine Verbindung mehr zum zentralen Server herstellen kann.
Von Mai bis Juni 2002 wurde seitens Audiogalaxy versucht, sich mit der Musikindustrie außergerichtlich zu einigen. Als erstes Zugeständnis führte Audiogalaxy mehrere Einschränkungen beim Musiktausch ein, beispielsweise wurde die Suche nach bestimmten Künstlern unterbunden. Da diese Maßnahmen allerdings allesamt innerhalb kurzer Zeit von den Benutzern überbrückt wurden und Audiogalaxy an einer weiteren einvernehmlichen Zusammenarbeit mit der Musikindustrie nicht interessiert war, musste Audiogalaxy den Betrieb vorerst einstellen.
Seit September 2002 wird eine Art On-Demand-Webradio von Audiogalaxy mit dem Namen Rhapsody angeboten. Hierbei handelt es sich um einen zahlungspflichtigen Dienst, der allerdings nicht mehr auf dem webbasierten Audiogalaxy aufbaut. Benutzer können nun Musikstücke anfordern, welche dann als Stream in Form eines Webradios übertragen werden. 
Nach der offiziellen Schließung von Audiogalaxy gab es diverse Versuche, das webbasierte System nachzuahmen. Auf ähnlichem Hintergrund und ebenfalls jeweils auf zentralem Server basieren GLT Poliane und Mediaseek, welche jedoch offenbar nicht mehr weiterentwickelt werden. Da der Quellcode von Audiogalaxy allerdings nie freigegeben wurde und nicht zuletzt weil die Nachfolger nicht dieselben Bedingungen zur Verfügung hatten, ist es diesen bis heute nicht gelungen, sich in der breiten Masse zu etablieren.
Der Programmierer Martin Rieder startete mit dem Ende von Audiogalaxy ein Projekt zur Entwicklung eines frei verfügbaren Servers, der auf dem System von Audiogalaxy basiert. Erste Versionen dieses OpenAG-Servers wurden bereits auf seiner Seite für das Betriebssystem Linux vorgestellt. Trotzdem dauert das Projekt aufgrund der geringen Mittel, die dem Entwickler zur Verfügung stehen, noch an.
Im Jahre 2010 wurde Audiogalaxy wieder ein eigener Dienst, diesmal als Placeshifting-Dienst. Seit dem 12. Dezember 2012 werden keine Registrierungen mehr angenommen, weil Audiogalaxy von Dropbox übernommen wurde. Am 31. Januar 2013 wurde der Dienst eingestellt.